# Villa Nicora-Colombo
La Villa Nicora-Colombo è un edificio situato in via Goffredo Mameli a Busto Arsizio realizzato nel 1911 su progetto dell'architetto Silvio Gambini.

## Descrizione
Si tratta di un edificio in stile Liberty con pianta a L realizzato per l'imprenditore Giovanni Nicora vicino agli stabilimenti della sua azienda. Presenta un importante portico, sorretto da cinque colonne e sovrastato da una terrazza con balaustra in cemento e ferro battuto. Una di queste colonne si ritrova nel balconcino collocato al primo piano nell'angolo sud-ovest, decorato con motivi ornamentali geometrici che si ripetono sopra tutte le finestre (insieme a teste leonine) e nel portico.
All'altezza delle finestre del piano terra si trova una cornice con motivi floreali che divide la parte superiore della villa, a intonaco liscio, da quella inferiore, a intonaco rustico. Un nastro a motivi stilizzati collega tra loro le cimase del primo piano.
I balconi e la cancellata sono impreziositi da ferro battuto di cui Silvio Gambini era grande amante, anche se non raggiungono la complessità delle soluzioni adottate dall'architetto in altri edifici.